# Miljevci-fennsíki csata
A miljevci-fennsíki csata (horvátul: Operacija Miljevci) a Horvát Hadsereg (Hrvatska vojska - HV) és a Szerb Krajinai Köztársaság (RSK) erőinek összecsapása volt, 1992. június 21-23-án, a horvátországi háború idején. A csata a HV és az RSK erők közötti összecsapások sorozatának csúcspontja volt Észak-Dalmáciában, miután megkezdődött a Vance-terv végrehajtása és az Egyesült Nemzetek Védelmi Erőinek (UNPROFOR) bevetése. Az összecsapások az ún. „rózsaszín zónákban” történtek – azaz az RSK ellenőrzése alatt álló területeken, de a Vance-tervben meghatározott ENSZ-erők által védett területeken kívül.
Két HV-dandár elemei Šibeniktől több kilométerrel északra támadva elfoglalták a Miljevci-fennsíkot, amely 108 négyzetkilométernyi területet és hét falut foglalt magában. A csata után az UNPROFOR kérte a HV-t, hogy vonuljon vissza a június 21-e előtti pozícióiba, majd az ENSZ Biztonsági Tanácsának 762-es számú határozata alapján ellenőrizte volna a HV kivonulását a fennsíkról, de a HV a helyén maradt. Közvetlenül ezt követően a horvát hatóságok azt állították, hogy az offenzívát nem a vezérkar rendelte el, és az előrenyomulást egy sor provokációra válaszul indították. A csata után az elesett néhány RSK katona holttestét egy karsztgödörbe dobták, és csak augusztusban kerültek elő, amikor a szabadon engedett hadifoglyok tájékoztatták az UNPROFOR-t a holttestek helyéről.

## Előzmények
1990-ben, a horvát szocialisták választási veresége után az etnikai feszültségek tovább fokozódtak. A Jugoszláv Néphadsereg (Jugoslovenska Narodna Armija – JNA) az ellenállás minimalizálására elkobozta Horvát Területvédelmi Erők (Teritorijalna obrana - TO) fegyvereit. Augusztus 17-én a feszültség nyílt lázadássá fajult, melynek központja a túlnyomórészt horvátországi szerbek által lakott dalmát hátország Knin környéki területei, valamint Lika, a Kordun, Banovina és Kelet-Horvátország részei voltak.
A szerb felkelők és a horvát különleges rendőri erők 1991. márciusi összecsapása után a konfliktus Horvátország függetlenségi háborújává fajult. A JNA közbelépett, és egyre inkább támogatta a horvátországi szerb felkelőket. Április elején a horvátországi szerb lázadás vezetői kinyilvánították szándékukat, hogy az ellenőrzésük alatt álló, Krajinai Szerb Autonóm Terület (SAO Krajina) néven ismert területet Szerbiába integrálják. Májusban a horvát kormány válaszul megalakította a Horvát Nemzeti Gárdát (Zbor narodne garde - ZNG), de ennek fejlődését hátráltatta az ENSZ által szeptemberben bevezetett fegyverembargó.
Október 8-án Horvátország kikiáltotta függetlenségét Jugoszláviától,, majd egy hónappal később a ZNG-t Horvát Hadseregre (Hrvatska vojska - HV) keresztelték át. Ekkortájt folytak a háború leghevesebb harcai, amikor a horvátországi jugoszláv hadjárat, Dubrovnik ostroma, és a vukovári csata zajlott. Novemberben Horvátország, Szerbia és a JNA megállapodott a genfi egyezményben foglalt Vance-tervben. A terv tűzszünetet, az Egyesült Nemzetek Védett Területeként kijelölt területeken a civilek védelmét, valamint az ENSZ békefenntartóinak telepítését irányozta elő Horvátországban. A tűzszünet 1992. január 3-án lépett életbe. 1991 decemberében az Európai Közösség bejelentette döntését Horvátország 1992. január 15-én történő diplomáciai elismeréséről. Az SAO Krajina 1991. december 19-én átnevezte magát Krajinai Szerb Köztársaságra (RSK).
Annak ellenére, hogy a genfi egyezmény megkövetelte a JNA személyi állományának és felszerelésének azonnali kivonását Horvátországból, a JNA egyes területeken akár nyolc hónapig is ottmaradt. Amikor csapatai végül kivonultak, a JNA az RSK-ra hagyta felszerelését. Szervezeti problémák és a fegyverszünet megsértése miatt az ENSZ békefenntartóinak (UNPROFOR) telepítését csak március 8-án kezdték meg. Újabb két hónapig tartott, mire teljesen elfoglalta állásait az ENSZ védett területein (UNPA). Ezen túlmenően az RSK-erők a kijelölt UNPA zónákon kívüli minden olyan területen ottmaradtak, amelyek a tűzszünetről szóló végrehajtási megállapodás 1992. január 3-iki aláírásakor az RSK ellenőrzése alatt álltak,  noha ezeket a területeket a terv végrehajtásának kezdetétől fogva vissza kellett volna helyezni a horvát fennhatóság alá. A Vance-terv végrehajtása ezen aspektusának kudarca ezeket az ún. „rózsaszín zónákat” a vita fő forrásává tette Horvátország és az RSK között.
Az UNPROFOR teljes bevetése előtt Nos Kalik faluban, amely Šibenik közelében, rózsaszín zónában található, a HV összecsapott az RSK fegyveres erőivel, és 1992. március 2-án 16:45-kor elfoglalta a falut. A JNA válaszul harccsoport alakított, hogy másnap ellentámadásba lendüljön. A JNA harccsoport, kiegészülve a 9. katonai rendőrzászlóaljjal hajnali 5:50-kor Nos Kalikban összecsapott a HV erőivel, a JNA ellentámadás azonban kudarcot vallott. A HV 21 RSK hadifoglyot ejtett, és a foglyokat Kninben letartóztatott horvátokra cserélte. A tárgyalásokat követően a HV április 11-én beleegyezett a visszavonulásba, de később ezt megtagadta, azt állítva, hogy a csatatér általános biztonságának romlása akadályozta a visszavonulást. Miután a HV elfoglalta a falut, Nos Kalikban több szerb tulajdonú házat felgyújtottak.
A HV május 17–22-én Zára mellett egy rózsaszín zónában összecsapott a JNA 180. gépesített dandárjának alárendelt egységekkel. Míg a JNA Zára és Stankovci környékén visszaverte a legtöbb támadást, a HV-nek május 17-én a Križ-hegyen levő JNA támaszpontot sikerült elvágnia a haderő többi részétől. Közben a JNA erőinek előőrse elfoglalt egy magaslatot amelyről, beleértve Zára városát is, rálátott a környező területekre. Itt radarberendezést helyeztek el, valamint tüzérségi megfigyelő állásként használták. A JNA a következő napokban megpróbálta felmenteni az ostromlott helyőrséget, azonban a kísérletek kudarcot vallottak, és a bázis május 22-én megadta magát a HV-nek. A Križ-hegy megtámadását és elfoglalását „Jaguar” hadművelet kódnév alatt a HV 159. gyalogdandárjának a 2. zászlóalja hajtotta végre a 112. gyalogdandár tüzérségi támogatásával.

## A csata lefolyása
Június 21-én a HV megtámadta az RSK Miljevci-fennsíkon levő állásait, amelyek Šibeniktől északra, a rózsaszín zónában voltak. A térségben lévő szerb területvédelmi erők (az 1. dandár 1. zászlóalja) ) Milan Torbica alezredesnek voltak alárendelve.  A HV a 113. és 142. gyalogdandár elemeit, mintegy 250 katonát vetett be, Kruno Mazalin parancsnoksága alatt. A HV három irányból – Nos Kalikon keresztül, a Čikola folyón át, valamint a Krka folyón felfelé haladó hajóval – június 20-ról 21-re virradó éjszaka hatolt be a rózsaszín zónába. A harcok hajnali 5 órakor kezdődtek, amikor a HV 26 rajt vetett be, és a délelőtt végére a fennsíkon fekvő hét faluból hatot elfoglalt. Este 20:00-ra a HV elfoglalta Ključ falut és ezzel az egész fennsíkot. Az előrenyomulás Knintől délre több kilométer mélységű, a HV által ellenőrzött kiugrást hozott létre. Ez arra is késztette az RSK tüzérségét, hogy június 22-én bombázza Šibeniket, válaszul pedig a HV tüzérsége bombázta Knint.
A tüzérségi tűz június 23-ig fokozatosan erősödött, miközben az RSK mozgósított és ellentámadásba lendült a HV-nak a Miljevci-fennsíkon elfoglalt állásai ellen. A mozgósítás azonban nem hozta meg a kívánt hatását, mivel csak 227 újonnan bevethető katonát eredményezett, és az ellentámadás kudarcot vallott. Az UNPROFOR vizsgálata arra a következtetésre jutott, hogy a helyzet tovább romolhat, és megszüntetheti az egész rózsaszín zónát. A helyzet megoldása érdekében az UNPROFOR katonai parancsnoka, Satish Nambiar altábornagy még aznap Zágrábban találkozott Horvátország miniszterelnök-helyettesével Milan Ramljakkal és a Horvát Köztársaság Fegyveres Erőinek vezérkarának főnökével Anton Tus tábornokkal, hogy megvitassák a Miljevci-fennsíkon történt fejleményeket. Összecsapások június 24-én némi tüzérségi tűz kíséretében folytatódtak. Az RSK-csapatok morálja azonban romlott, és a közeli Trbounjéban állomásozó területvédelem helyőrsége elhagyta laktanyáit.

## Következmények
Horvát források szerint a HV hét-nyolc katonát veszített el a csatában. Szerb források 40, a csatában vagy közvetlenül azt követően megölt RSK-katonáról beszélnek, míg a HV tizenhét foglyot ejtett. A foglyokat a šibeniki Kuline laktanyába vitték. Június 23-án a csata első napján a Miljevci-fennsíkon elesett összesen 29 RSK katonát, ellentétben Ivan Bačić dandártábornoknak, a 113. gyalogdandár parancsnokának utasításával először a Bačića nevű karsztmélyedésbe dobták, de Bačić elrendelte a megölt RSK katonák tisztességes, egy helyi szerb ortodox temetőben történő eltemetését. Az elhunyt katonák holttesteit később a karsztgödörből az ENSZ békefenntartóinak közvetítésével emelték ki. Ugyanezen a napon a HV katonái Nos Kalikban lelőttek egy szerb hadifoglyot, Miroslav Subotićot. Ő annak a fogolycsoportnak az egyik tagja volt, akiket a harcok után a terület megtisztítására utasítottak. Horvát források szerint a HV tíz harckocsit és páncélos szállító harcjárművet, valamint hat tarackot is megsemmisített, ezen kívül jelentős mennyiségű egyéb fegyvert és lőszert zsákmányolt a csatában. Az offenzíva hét falut és 108 km2 területet csatolt a horvátok által ellenőrzött területekhez.
A Nambiarral való találkozójuk során Ramljak és Tus azt állították, hogy az offenzívát nem a zágrábi hatóságok tervezték és rendelték el. Kijelentették, hogy az előrenyomulás az RSK fegyveres erői által végrehajtott provokációk sorozatára válaszul történt. Bačić azt állította, hogy bár konkrét támadási parancsot nem kapott, de Tus utasította, hogy agresszívan reagáljon és a lehető legtöbb területet foglalja el, ha az RSK erői súlyosan megsértik a tűzszünetet. Ennek ellenére Bačićot Franjo Tuđman horvát elnök az offenzíva miatt megrovásban részesítette. Az RSK-ban Torbica kénytelen volt lemondani posztjáról, helyére pedig Mile Novaković vezérőrnagy került.
Az UNPROFOR és az Európai Közösség Megfigyelő Missziója (European Community Monitor Mission - ECMM) arra kérte a HV-t, hogy vonuljon vissza az offenzíva előtti állásaiba, de a HV a kérést elutasította. Horvátország azonban egyetértett abban, hogy az UNPROFOR és az ECMM megfigyelői továbbra is jelen legyenek a rózsaszín zónákban, amikor Horvátország átveszi az irányítást felettük. A lépést a szerb lakosság megnyugtatására tervezték, hogy érezzék, hogy a rózsaszín zónák biztonságot nyújthatnak számukra. Az offenzíva után az Egyesült Nemzetek Biztonsági Tanácsa (ENSZ BT) elfogadta 762. számú határozatát, amelyben az UNPA zónákban vagy azok közelében zajló ellenségeskedések beszüntetését sürgette, és felszólította a HV-t, hogy vonuljon vissza a június 21. előtt elfoglalt pozícióihoz. A HV 113. dandárja ettől függetlenül a fennsíkon maradt. A határozat felhatalmazta az UNPROFOR-t a rózsaszín zónák megfigyelésére. Azt is javasolta, hogy hozzanak létre egy vegyes bizottságot, amelynek elnöke az UNPROFOR képviselője, tagjai pedig a horvát kormány, a helyi hatóságok és az ECMM képviselői, akik felügyelnék a horvát ellenőrzés visszaállítását a rózsaszín zónákban.
A HV által elfogott foglyokat augusztusban szabadon engedték, és értesítették az UNPROFOR-t a Bačića karsztmélyedésben lévő holttestekről és Subotić haláláról. A holttesteket az UNPROFOR és más nemzetközi szervezetek jelenlétében a horvát hatóságok emelték ki. Subotić 2011-es meggyilkolásával két horvát katonai rendőrt vádoltak meg. Perük 2013-ban még folyamatban volt.
2012-ben, húsz évvel a csata után Ivo Josipović elnök, elismerve katonai eredményeiket átadta a Horvát Köztársaság katonai rendjét a csatában részt vevő parancsnokoknak és egységeknek. Húsz év után ez volt az első ilyen lépés, és az offenzívával szembeni hivatalos álláspont megváltozására utalt, amely eredetileg a HV engedély nélküli bevetésének nyilvánította azt.

## Fordítás
Ez a szócikk részben vagy egészben  a    Battle of the Miljevci Plateau című angol Wikipédia-szócikk ezen változatának fordításán alapul.  Az eredeti cikk szerkesztőit annak laptörténete sorolja fel. Ez a jelzés csupán a megfogalmazás eredetét és a szerzői jogokat jelzi, nem szolgál a cikkben szereplő információk forrásmegjelöléseként.